# Abies firma
Espèce
Statut de conservation UICN

 LC  : Préoccupation mineure
Abies firma est une espèce de conifères de la famille des Pinaceae, appelé en japonais momi (モミ／樅).

## Répartition et habitat
On trouve ce sapin au Japon sur les îles de Honshu, Kyushu, Nansei-shoto et Shikoku. Il pousse sur les collines et montagnes entre 50 et 1 900 m d'altitude (le plus souvent entre 300 et 1 000 m). Le climat est humide, frais au nord de son étendue et chaud-tempéré au sud, avec des précipitations annuelles supérieures à 1 000 mm. 
Ce sapin fait généralement partie de forêts mixtes, où on peut le trouver avec les espèces ; F. japonica, Castanea crenata, Carpinus laxifolia, Quercus spp. (Chênes), Tsuga sieboldii, Pinus parviflora (Pin blanc du Japon), Pinus densiflora (Pin rouge du Japon), Pseudotsuga japonica, Abies homolepis (Sapin de Nikko), Cryptomeria japonica, Sciadopitys verticillata, Chamaecyparis obtusa, Torreya nucifera et Picea jezoensis.

## Liste des variétés
Selon Tropicos (28 août 2014) (Attention liste brute contenant possiblement des synonymes) :
- variété Abies firma var. bifida (Siebold & Zucc.) Mast.
- variété Abies firma var. brachyphylla (Maxim.) Bertr.
- variété Abies firma var. firma
- variété Abies firma var. momi (Sieber) Mast.